# Kiki Scholten
Kiki Scholten (Leunen, 10 december 2007) is een voetbalspeelster uit Nederland. Ze speelt als middenvelder voor Borussia Mönchengladbach in de Tweede Bundesliga.

## Clubcarrière
Kiki Scholten komt sinds 2021 uit in de jeugdopleiding van Borussia Mönchengladbach. Ze kwam uit voor het onder 17 team van Borussia Mönchengladbach in B-Junioren Bundesliga. Scholten kwam tot 33 wedstrijden en 7 doelpunten voor Borussia Mönchengladbach onder 17.
Vanaf seizoen 2023/24 maakte Scholten deel uit van het eerste elftal van Borussia Mönchengladbach uitkomend in de Tweede Bundesliga. Op 17 september 2023 maakte Scholten haar debuut in deze competitie in een thuiswedstrijd tegen FC Carl Zeiss Jena door in de 79ste minuut in te vallen voor Kyra van Leeuwe.

## Statistieken
| Seizoen | Club                     | Competitie        | Competitie | Competitie | Beker | Beker | Overig | Overig | Totaal | Totaal |
| Seizoen | Club                     | Competitie        | Wed.       | Dlp.       | Wed.  | Dlp.  | Wed.   | Dlp.   | Wed.   | Dlp.   |
| ------- | ------------------------ | ----------------- | ---------- | ---------- | ----- | ----- | ------ | ------ | ------ | ------ |
| 2023/24 | Borussia Mönchengladbach | Tweede Bundesliga | 14         | 0          | 0     | 0     | 0      | 0      | 14     | 0      |
| Totaal  | Totaal                   | Totaal            | 14         | 0          | 1     | 0     | 0      | 0      | 15     | 1      |

Bijgewerkt t/m 2 juni 2024.

## Interlandcarrière
Kiki Scholten kwam als jeugdinternational uit voor Nederland onder 16. Ze maakte voor dit jeugdelftal haar debuut op 1 februari 2023 tegen de leeftijdsgenoten van Italië. Op 4 oktober 2023 maakte Scholten haar debuut voor Nederland onder 17 in een 6-0 overwinning op België. Scholten kwam met haar land uit in de kwalificatiereeks voor het EK 2024 waarin ze op 17 maart 2024 tweemaal tot scoren kwam tegen Turkije. Door een nederlaag in de volgende wedstrijd tegen Spanje liep Nederland onder 17 kwalificatie voor het eindtoernooi mis.